# ميكي بيمنتل
ميكي بيمنتل (بالإنجليزية: Mickey Pimentel)‏ هو لاعب كرة قدم أمريكية أمريكي، ولد في 29 مارس 1985.